# The Moviegoer (álbum)
The Moviegoer es un álbum de Scott Walker editado en 1972. Producido por John Franz y dirigido por Peter J. Olliff, con la musicalización a cargo de Robert Cornford.
El disco supone únicamente de varias canciones de películas interpretadas por diferentes artistas. Este álbum, comercialmente, ya esta fuera de venta.
Desde 2011,  "Come Saturday Morning", "That Night", "This Way Mary", "A Face In The Crowd", "Speak Softly Love", "Easy Come Easy Go", se pueden encontrar en la recopilación Classics & Collectibles (2005). "Glory Road", "The Summer Knows", y "The Ballad of Sacco and Vanzetti" están incluidas en el box set 5 Easy Pieces (2003).

## Lista de temas
| Lado uno |                                    |                                               |                      |          |  |
| N.º      | Título                             | Escritor(es)                                  | Theme from           | Duración |  |
| 1.       | «This Way Mary»                    | John Barry, Don Black                         | Mary, Queen of Scots |          |  |
| 2.       | «Speak Softly Love»                | Nino Rota                                     | The Godfather        |          |  |
| 3.       | «Glory Road»                       | Neil Diamond                                  | W.U.S.A.             |          |  |
| 4.       | «That Night»                       | Lalo Schifrin, Norman Gimbel                  | The Fox              |          |  |
| 5.       | «The Summer Knows»                 | Michel Legrand, Alan Bergman, Marilyn Bergman | Summer of '42        |          |  |
| 6.       | «The Ballad of Sacco and Vanzetti» | Joan Baez, Ennio Morricone                    | Sacco e Vanzetti     |          |  |

| Lado dos |                         |                                              |                                |          |  |
| N.º      | Título                  | Escritor(es)                                 | Theme from                     | Duración |  |
| 7.       | «A Face In The Crowd»   | Bergman, Michel Legrand                      | Le Mans                        |          |  |
| 8.       | «Joe Hill»              | Stefan Grossman                              | The Ballad of Joe Hill         |          |  |
| 9.       | «Loss Of Love»          | Henry Mancini, Bob Merrill                   | Sunflower                      |          |  |
| 10.      | «All His Children»      | Henry Mancini, Alan Bergman, Marilyn Bergman | Never Give an Inch             |          |  |
| 11.      | «Come Saturday Morning» | Fred Karlin, Dory Previn                     | Pookie                         |          |  |
| 12.      | «Easy Come Easy Go»     | Johnny Green, Edward Heyman                  | They Shoot Horses, Don't They? |          |  |

## Personal
- Scott Walker - Vocales
- Johnny Franz - Productor
- Peter J. Olliff - Dirección
- Robert Cornford - Director de orquesta